# 比爾教科學
比爾教科學（Bill Nye the Science Guy）是美國迪士尼公司製作的科學教育節目，於1993年9月10日至1997年10月3日在美國公共電視網播出，由美國知名節目主持人兼機械工程師比爾·奈主持該節目。共有100集，每集26分鐘，節目最後會有一段音樂錄影帶，將知名的歌曲改寫成和該集主題有關的歌詞。該節目大多數場景在西雅圖拍攝。

## 外部連結
- （英文） 官方網站 （页面存档备份，存于）
- （英文） 網際網路電影資料庫 （IMDb）《比爾教科學 （页面存档备份，存于）》的資料
- 豆瓣电影上《比爾教科學》的資料 （简体中文）